# Doggy's Angels
Doggy's Angels foi um grupo de hip hop feminino apadrinhado pelo rapper estadunidense Snoop Dogg, e artistas da editora discográfica Doggystyle Records filial da TVT Records. O grupo era formado pelas rappers Big Chan (Chan Gaines), Coniyac (Kim Proby) e Kola Loc (Kola Marion).
O grupo lançou um álbum e um single em 2000. O álbum, Pleezbaleevit! chegou a sétima posição na Billboard Top Independent Albums a oitava na parada de Heatseekers e 35 na Top R&B/Hip-Hop Albums. O single, "Baby if You're Ready", liderou a Rap Songs por nove semanas não consecutivas.

## Biografia

### Problemas judiciais
O lançamento de seu álbum de estreia inspirou uma ação judicial feita pela Columbia Pictures, que alegou violação contra a franquia As Panteras. Então a banda foi rebatizada de "Tha Angels", mas apesar do sucesso de sua versão inicial não produziu outros álbuns antes de se separar em 2002. Em 2005, Chan Gaines processou a gravadora em 100 milhões de dólares em royalties por suas performances na banda, a ação foi resolvida em 24 de março de 2006.

## Discografia

### Álbuns
| Ano  | Título         | Melhor posição | Melhor posição | Melhor posição |
| Ano  | Título         | EUA R&B        | EUA Heat.      | EUA Ind.       |
| ---- | -------------- | -------------- | -------------- | -------------- |
| 2000 | Pleezbaleevit! | 35             | 8              | 7              |

### Singles
| Ano  | Título                 | Melhor posição | Melhor posição | Melhor posição | Álbum          |
| Ano  | Título                 | EUA Sales      | EUA R&B        | EUA Rap        | Álbum          |
| ---- | ---------------------- | -------------- | -------------- | -------------- | -------------- |
| 2000 | "Baby if You're Ready" | 18             | 28             | 1              | Pleezbaleevit! |